# 지미 아웃로
제임스 파울루스 아웃로(영어: James Paulus Outlaw, 1913년 1월 20일~2006년 4월 9일)는 미국의 프로 야구 선수이다. 통산 10시즌 동안 메이저 리그 베이스볼(MLB)의 신시내티 레즈, 보스턴 비스, 디트로이트 타이거스에서 외야수이자 3루수로 뛰었다.
앨라배마 공과대학교에서 대학 야구 선수로 뛰었고, 1934년에 신시내티 레즈와 계약을 맺었다. 이후 세 시즌 동안 마이너 리그에서 뛰었는데 1935년에 일리노이 인디애나 아이오와 리그의 디케이터 코모도스에서 타율 .351과 함께 안타 부문 1위를 질주했고, 1936년에는 내슈닐 볼런티어스에서는 타율 .330으로 올스타 3루수로도 선정되었다.
1937년 신시내티 레즈에서 데뷔전을 가졌으며, 빅리그에서 49경기를 소화한 후 마이너 리그로 다시 내려갔다. 1937년과 1938년에는 인터내셔널 리그의 시러큐스 치프스에서 뛰었으며, 1938년 타율은 .339를 기록했다. 1939년에 보스턴 비스 소속으로 메이저 리그에 복귀했으나, 1940년부터 1943년까지 인터내셔널 리그로 내려가 버펄로 바이슨스에서 뛰었다.
1943년 디트로이트 타이거스에 영입되어 1949년 5월까지 그곳에서 외야수와 3루수 포지션을 맡았다. 메이저 리그 첫 풀타임 시즌이었던 1944년에는 주전 외야수로 132경기를 소화했다. 1945년에는 주전 좌익수로 시즌을 시작했으나, 그해 6월경 행크 그린버그가 군복무를 마치고 복귀하면서 3루수로 수비 위치를 이동했다. 소속팀 디트로이트가 시카고 컵스와 맞대결한 1945년 월드 시리즈에서는 7경기 모두 3루수로 출전했다.
메이저 리그 통산 기록은 타율 .268, 6홈런, 184타점, 257득점, 2루타 79개, 3루타 17개, 24도루, 출루율 .333를 나타냈다. 선수로서 은퇴 후에는 앨라배마주 잭슨에서 지냈으며, 1990년에 앨라배마주 스포츠 명예의 전당에 입성했다. 2006년에 잭슨에서 93세의 나이로 세상을 떠났다.

## 어린 시절
아웃로는 1913년 1월 20일에 미국 테네시주 오르메에서 출생했다. 현재는 오본 대학교라고 이름이 바뀐 앨라배마 공과대학교를 2년 동안 다녔다. 대학교 이전까지 야구 유니폼을 입어본 적이 없었지만, 1932년과 1933년 2년 모두 혹은 1년 동안만 학교 야구팀 오본 타이거스에서 뛰며 유격수 포지션을 소화했다.

## 선수 경력

### 마이너 리그
1934년, 아웃로는 밀턴 스톡 스카우트를 통해 신시내티 레즈와 계약을 맺었다. 아웃로는 그해 펜실베이니아 스테이트 어소시에이션의 저넷 레즈와 미들 애틀랜틱 리그의 베클리 블랙나이츠에서 3루수로 뛰었다. 특히 저넷에서는 209타수 동안 타율 .340, 2루타 16개, 3루타 7개, 9홈런을 기록했다.
1935년, 아웃로는 클래스 B로 승격되어 일리노이 인디애나 아이오와 리그의 디케이터 코모도스에서 뛰었다. 이번 시즌에도 팀의 3루수로 뛰며 447타수 동안 타율 .351, 2루타 27개, 3루타 17개, 6홈런을 기록했다. 특히 리그에서 안타 부문 1위에 올랐다.
1936년에는 클래스 A로 승격되어 서던 어소시에이션의 내슈빌 볼런티어스에서 주전 3루수를 맡았으며, 643타수에서 타율 .330, 2루타 46개, 3루타 9개, 7홈런을 기록했다. 또한 리그에서 3루수 올스타로도 선정되었다.

### 신시내티 레즈
1937년, 아웃로는 신시내티 레즈 유니폼을 입고 메이저 리그에 데뷔했다. 4월 20일에 메이저 리그에 첫 출전해 디지 딘을 상대로 3안타를 뽑아냈다. 그해 49경기에 출전했고, 소속팀은 56승 98패로 내셔널 리그에서 꼴찌에 머물렀다. 아웃로는 주전 3루수 루 릭스의 백업 역할을 하며 루키 시즌에 165타수에서 타율 .273를 기록했다. 하지만 1938년에는 메이저 리그에서 출전이 4경기에 불과했고 대주자로만 기용되었다.

### 시러큐스 치프스
신시내티에서 출전 기회를 별로 못지 못한 후, 아웃로는 인터내셔널 리그의 시러큐스 치프스에서 주로 시간을 보냈다. 1937년에는 시러큐스에서 65경기, 1938년에는 114경기에 출전했다. 시러큐스에서의 첫 시즌 이후 아웃로는 수비 위치를 옮겨 1938년에는 외야수로 108경기를 소화했다. 또한 1938년에 시러큐스에서 416타수 동안 타율 .339와 2루타 25개, 3루타 9개를 기록했다.

### 보스턴 비스
1938년에 시러큐스에서 뛰어난 활약을 보여준 아웃로는 많은 관심을 받는 유망주였고, 1938년 마지막 네 달에만 네 차례나 팀을 옮겼다. 1938년 9월 9일에 브루클린 다저스는 신시내티로부터 아웃로를 영입했지만, 거래가 무효가 되면서 5일 뒤에 아웃로는 다시 신시내티로 돌아왔다. 10월 4일, 세인트루이스 카디널스는 룰 5 드래프트를 통해 아웃로를 영입했다. 두 달 뒤인 12월 13일에 세인트루이스는 루 크라우스와 현금을 받는 대가로 다저스에 아웃로를 넘겼다. 같은 날 다저스는 아웃로와 버디 하셋을 보스턴 비스로 보내고 반대 급부로 아이러 허친슨과 진 무어를 받는 트레이드를 단행했다.
1939년 시즌, 아웃로는 65경기에 출전해 외야수 세 포지션을 모두 소화했다. 하지만 133타수 동안 타율은 .263로 하락했고 홈런이나 3루타 없이 2루타 2개만을 기록했다.

### 버펄로 바이슨스
1940년 3월 23일, 인터내셔널 리그의 버펄로 바이슨스는 보스턴 비스로부터 아웃로를 영입했다. 1940년 시즌의 시작은 리그 1위인 .391의 타율로 아주 좋았지만, 그해 6월 말에 스티브 라추녹이 던진 속구에 손목을 맞아 부상을 당했다. 이후 열흘 동안 라인업에서 빠져 있다가 복귀했지만, 이후 남은 시즌 동안 타격감이 식으면서 시즌 타율을 .309로 마쳤다. 아웃로는 버펄로에서 4시즌 동안 563경기를 뛰었으며, 시즌 타율은 각각 .309, .264, .263, .277를 기록했다.

### 디트로이트 타이거스

#### 1943~1944
1943년 8월 26일, 디트로이트 타이거스는 버펄로에 1만 7,500달러를 지불하고 아웃로와 투수 루프 젠트리를 영입했다. 디트로이트는 1940년 버펄로에서 감독으로 아웃로를 지도했던 스티브 오닐 감독의 권유로 아웃로를 영입했다. 오닐 감독은 "지미는 열정적이고, 팀을 위해 헌신하는 선수이며, 전혀 이기적이지 않습니다. 그를 오랫동안 알아왔는데 이보다 더 괜찮은 사람을 보지 못했습니다."고 말했다. 아웃로는 디트로이트 유니폼을 입고 뛴 첫 경기에서 클리블랜드 인디언스 투수 알 스미스를 상대로 홈런을 쳐냈다. 그해 디트로이트 소속으로 20경기를 뛰며 세 외야 포지션을 모두 소화했으며, 67타수에서 타율 .269를 기록했다.

1943년 말에 디트로이트는 군복무로 인해 행크 그린버그와 바니 맥코스키라는 두 명의 좌익수를 이미 떠나 보냈고, 3루수 딕 웨이크필드도 막 군복무를 시작하던 참이었다. 그해 12월 오닐 감독은 다음 시즌 주전 좌익수로 아웃로를 낙점했다. 아웃로는 평발로 인해 4F 등급을 받은 상태였다. 1944년 시즌, 아웃로는 139경기에 출전했는데 이중 69경기를 좌익수로, 60경기는 우익수로, 8경기는 중견수로 출전했다. 메이저 리그 첫 풀타임 시즌이었던 이해 타율 .273, 69득점, 146안타, 2루타 20개, 3루타 6개, 3홈런, 57타점을 기록했다. 아웃로는 1944년 시즌 이전까지 메이저 리그에서 66경기 이상 소화해본 적이 없었다. 또한 14개의 어시스트로 외야수들 가운데 이 부문에서 아메리칸 리그(AL) 4위에 올랐다. 시즌 수비율은 .967를 기록했다. 《스포팅 뉴스》는 1944년 6월의 특집 기사로 아웃로에 대해 다뤘으며, 이 기사에서 과거 버펄로에서 함께한 경험이 있던 오닐 감독은 다음과 같이 말하며 아웃로를 칭찬했다.
"저는 지미가 무엇을 할 수 있는지 잘 알고 있습니다. 이미 3년 전부터 메이저 리그에 올라왔어야 했어요. 그는 타석에서 쉽게 속지 않아요. 번트나 히트 앤드 런을 할 때 믿고 맏길 수 있습니다. 스피드와 지능을 겸비했죠. 게다가 열정적입니다. 주저하는 걸 본 적이 없어요. 그와 같은 선수가 12명만 더 있으면 바랄 게 없습니다."

#### 1945
1945년 시즌, 아웃로는 132경기에 출전했다. 디트로이트의 주전 좌익수로 시즌을 시작했으며, 좌익수로 82경기를 소화했다. 중견수로 17경기, 우익수로 8경기를 뛰었으며, .271의 타율에 7홈런, 45타점을 기록했다.

그해 6월 말에 행크 그린버그가 제2차 세계 대전에서 돌아오면서 오닐 감독에게 선수 기용에 관한 고민이 생겼다. 오닐 감독은 군복무 이전처럼 좌익수에 그린버그를 투입시켰고, 이에 따라 아웃로는 다른 위치로 이동해야 했다. 1944년 시즌 후반기에 웨이크필드가 잠시 팀에 복귀한 후 아웃로가 우익수로 자리를 옮겼던 것처럼 다시 아웃로에게 우익수를 맡기려 했으나, 그러면 로이 컬렌바인을 벤치에 앉혀야 했다. 결국 오닐 감독은 아웃로에게 그가 프로 초반 소화했던 3루수를 맡겼다. 당시 샘 그린 디트로이트 담당 기자는 "아웃로는 뛰어난 스피드와 타격에서의 꾸준한 모습으로 인해 타이거스에서 가장 중요한 선수 중 한 명이 되었다."고 적기도 했다. 그해 아웃로는 정규 시즌에서 3루수로 21경기를 소화했으며, 1945년 월드 시리즈의 7경기에서도 모두 3루수로 선발 출전했다. 월드 시리즈에서는 28타수 9안타로 타율 .179, 1득점, 3타점을 올렸으며, 소속팀은 시카고 컵스를 꺾고 우승을 차지했다. 팀 동료 레스 뮬러는 아웃로에 대해 다음과 같이 말했다.
"지미 아웃로는 항상 열정적으로 뛰는 스타일의 선수였어요. 유니폼을 더럽힐 정도로 최선을 다하고 정말 잘하는 그런 선수였죠. 특히 그린버그가 우리 팀에 합류하고 아웃로가 외야에서 3루로 이동했을 때 더욱 그랬어요. . . . 그는 활력소 같은 존재였어요. 클럽하우스나 덕아웃에서 ... 항상 농담을 던지며 선수들의 긴장을 풀어주는 그런 타입이었죠."
팀 동료 레드 보럼 역시 그를 팀에 활력소가 되는 선수로 기억했는데, 베테랑 그린버그와 루디 요크를 놀리며 동료들에게 매일 열심히 뛰고 승리에 집중해야 한다고 상기시켰다고 한다. 보롬은 아웃로를 "매우 다재다능한 선수로, 주루 능력이 뛰어나고 내야와 외야 가릴 것 없이 수비를 잘했다."고 평가했다. 1945년 9월 말의 한 칼럼에서 《스포팅 뉴스》의 J. G. 테일러 스핑크 편집장는 아웃로의 성공에 대해 기뻐하며 그가 컨디션 관리에 "집착"하며 열심히 뛰는 선수라고 이야기했으며, 맥주조차 거의 마시지 않았고 일찍 잠자리에 들었으며 매일 아침 일찍 일어나 4살 된 아들 페리와 아내 그레이시와 함께 아침을 먹는다고 이야기했다. 또한 "지미는 클럽하우스 정치에 관심이 없다. 그는 온화한 성격의 소유자이다. 경기에서 퇴장당한 적도 없고, 심판에게 어떤 식으로든 항의한 적도 없다."고 적었다.

#### 1946~1949
1946년 시즌, 아웃로는 92경기에 출전했으며 이중 43경기를 외야수로, 38경기를 3루수로 나섰다. 그해 6월 말에 타율 .290을 기록하고 있었는데, 왓슨 스폴스트러 기자는 그를 두고 최근에 영입된 3루수 조지 켈을 제외하고는 "팀에서 가장 꾸준한 타자"라고 평했다. 시즌 후반기에는 성적이 하락하며 시즌 기록은 299타수에서 타율 .261를 기록했다.
1947년 시즌에는 백업 선수였음에도 불구하고 3루수 켈과 좌익수 웨이크필드, 중견수 훗 에버스가 부상당했을 때 공백을 잘 메워주면서 여전히 자신이 다재다능한 선수임을 입증했다. 다음해에도 디트로이트에서 외야, 3루수 백업 역할을 하며 74경기에 출전했다. 1949년에는 5경기에만 출전했으며, 그해 5월 8일이 메이저 리그에서의 마지막 경기 출전이었고 당시 나이는 36세였다. 아웃로는 메이저 리그에서 통산 10시즌 동안 뛰며 650경기에서 타율 .268(1,947타수 529안타), 6홈런, 184타점, 257득점, 2루타 79개, 3루타 17개, 24도루, 출루율 .333를 기록했다.

### 마이너 리그
1949년 5월, 아웃로는 퍼시픽 코스트 리그의 새크라멘토 솔론스로 팔렸다. 다수의 마이너 리그 팀들이 그에 대한 영입 의사를 타진했지만, 아웃로가 델 베이커 전 디트로이트 감독이 맡고 있는 새크라멘토에서 뛰고 싶어 하는 바람을 받아들였다.  그해 솔론스에서 38타수 타율 .105를 기록했다. 1950년에 플로리다 인터내셔널 리그의 마이애미비치 플라밍고스를 마지막으로 선수 경력을 마무리했다. 그해 팀의 감독도 겸했으며, 시즌 성적은 177타수에서 타율 .254를 기록했다.

## 이후의 삶
아웃로는 선수로서 은퇴한 후 아웃로는 앨라배마주 잭슨에 있는 데일리 프레시 밀크 컴퍼니에서 일했으며, 잭슨 시비탄 클럽에서 활동했다. 1990년에 앨라배마주 스포츠 명예의 전당에 헌액되었으며, 2006년에 앨라배마 병원에서 93세의 나이로 사망했다.